# Bulbophyllum mystrophyllum
Bulbophyllum mystrophyllum là một loài phong lan thuộc chi Bulbophyllum.